# Ernst Liebermann
Ernst Liebermann (* 9. Mai 1869 in Langemüß (Herzogtum Sachsen-Meiningen); † 11. Februar 1960 in Beuerberg/Oberbayern) war ein deutscher Maler, Graphiker und Illustrator. 

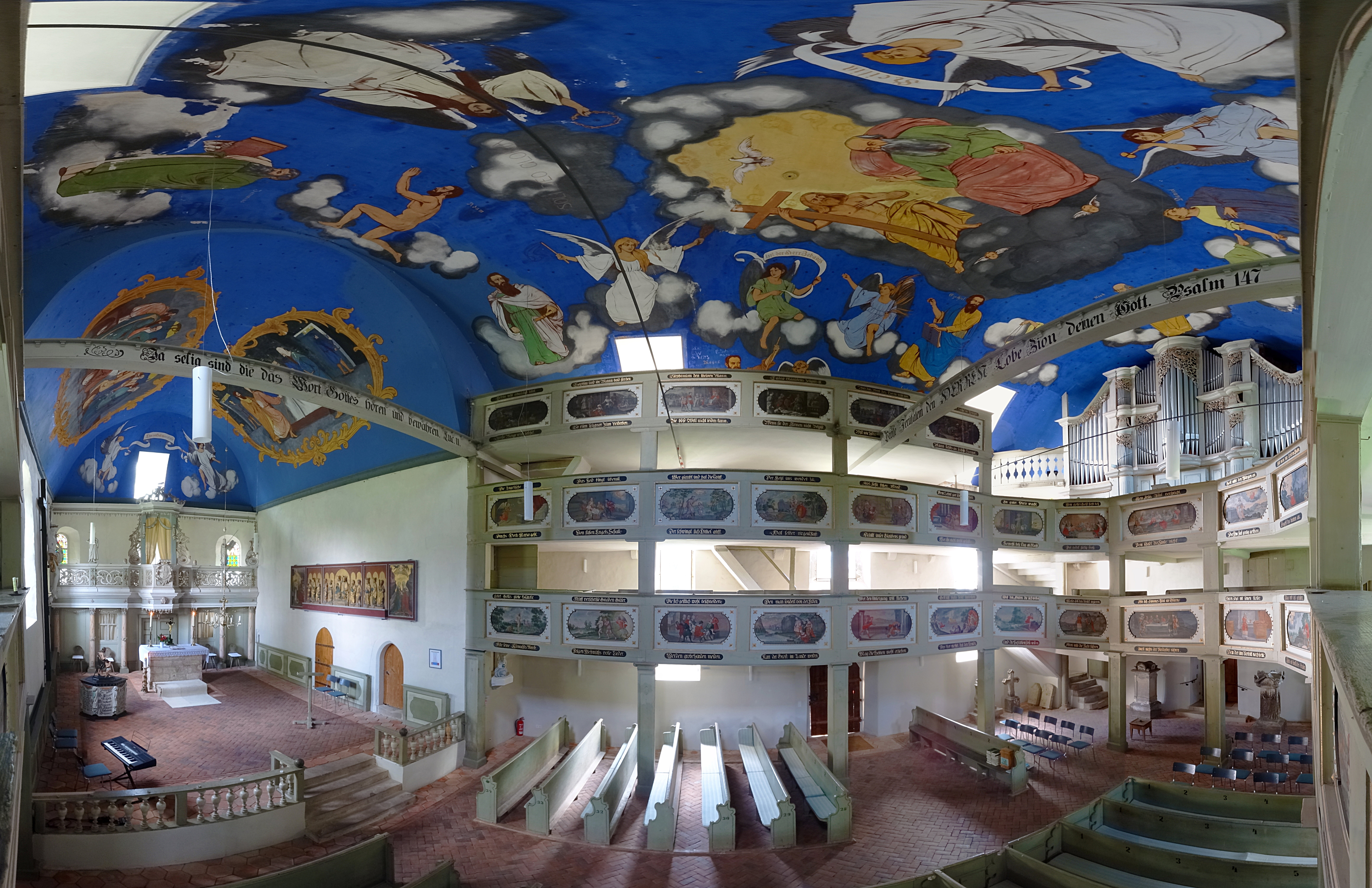
St. Laurentius Kirchheim, Ausmalung mit biblischen Szenen und Figuren (1898)

Liebermann erhielt seine Ausbildung an der Berliner Akademie der Künste von 1890 bis 1893 bei Josef Scheurenberg. Nach Studienreisen durch Deutschland, Italien und einem längeren Aufenthalt in Paris, war er vor allem tätig in Langemüß und von 1897 an in München, wo er als Illustrator arbeitete. 1904 wirkte er als Buchillustrator (Der Froschkönig) bei der Ausgabe von Grimms Märchen - Illustriert im Jugendstil einer Bilderbuchfolge des Verlages Josef Scholz mit; ferner war er einer der Illustratoren der Anthologie Kindersang - Heimatklang (1907). 
1925 erschien das Märchenbuch Der Wolkenkönig von Albert Sixtus mit mehreren ganzseitigen Farbillustrationen.
Er lithographierte zahlreiche Stadt- und Landveduten und wandte sich erst später der Malerei zu. Seine zahlreichen impressionistischen Bilder – Porträts, Akte, Landschaften – waren meist in warmen Erdfarben mit romantischem Einschlag gehalten. Er schuf unter anderem auch die Deckengemälde der Kirche St. Laurentius in Kirchheim bei Erfurt. Seine Kunst war gegenständlich und seine Aktbilder kamen der nationalsozialistischen Kunstauffassung entgegen. So war er mehrfach auf den Großen Deutschen Kunstausstellungen im Münchener Haus der Kunst vertreten, 1939 mit dem Gemälde Dorf an der Loisach und 1942 mit Najade an der Quelle. In der Endphase des Zweiten Weltkriegs nahm ihn Hitler im August 1944 in die Gottbegnadeten-Liste der in seinen Augen wichtigsten Maler auf. Liebermann selbst war Mitglied der SA und zum 1. Mai 1933 der NSDAP beigetreten (Mitgliedsnummer 1.724.760).
Zeitweilig arbeitete er auch an der Münchner Zeitschrift „Jugend“ mit. Im Künstlerbund Bayern war er Mitglied der Jury und 1. Schriftführer. Er war zudem Vorsitzender im „Bund zeichnender Künstler“ und Mitglied der Münchner „Luitpoldgruppe“. 
Als ordentliches Mitglied des Deutschen Künstlerbundes war Liebermann ständig mit Werken im Glaspalast vertreten und erhielt 1913 die 2. goldene Medaille. Seine Bilder finden sich heute in der Städtischen Galerie Rosenheim und vielen anderen Museen. Die Preise für seine Ölgemälde sind heute teilweise fünfstellig.
Am 13. Januar 2019 wurde eine Folge der Sendung Lieb & Teuer des NDR ausgestrahlt, die von Janin Ullmann moderiert und im Schloss Reinbek gedreht wurde. Darin wurde mit der Gemälde-Expertin Beate Rhenisch ein Ölgemälde von Ernst Liebermann aus dem Jahre 1909 mit dem Titel Junge Eichen besprochen.